# 장 사블롱

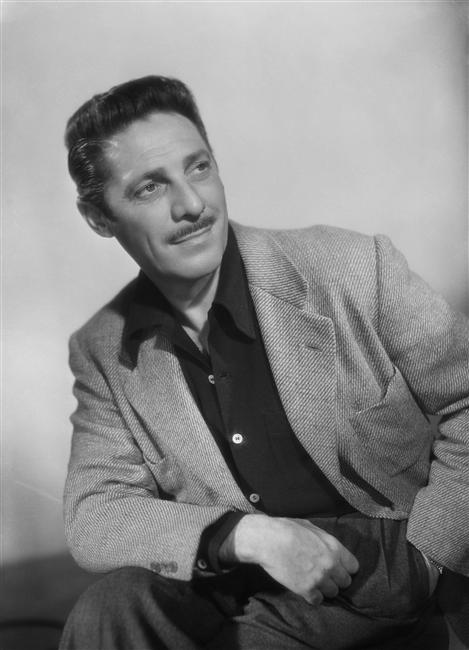
1939년

장 사블롱(Jean Sablon, 1906년 3월 25일 ~ 1994년 2월 24일)은 부드러운 창법으로 '프랑스의 빙 크로스비'로 불리는 남성가수이다.
파리 교외에서 태어났다. 부친은 작곡가로서 집안에는 음악가가 많았다. 17세 때 극장의 오디션에 패스하여 예능계에 데뷔하였고, <떠나가는 그대>를 불러 1936년도의 디스크 대상을 수상하였다. 프랑스에서 처음으로 마이크로폰을 채용한 가수로서도 알려져 있다.